# Анкер Кіле
Анкер Кіле (норв. Anker Kihle, 19 квітня 1917, Шієн — 1 лютого 2000, там само) — норвезький футболіст, що грав на позиції воротаря за клуб «Шторм», а також національну збірну Норвегії.

## Клубна кар'єра
У футболі відомий виступами у команді «Шторм», кольори якої і захищав протягом усієї своєї кар'єри гравця. 

## Виступи за збірну
1939 року дебютував в офіційних матчах у складі національної збірної Норвегії. Протягом кар'єри у національній команді провів у її формі 2 матчі.
Був присутній в заявці збірної на чемпіонаті світу 1938 року у Франції, але на поле не виходив.
Помер 1 лютого 2000 року на 83-му році життя.